# Vrijheid (politieke partij)
Vrijheid is een Vlaamse politieke partij die in 2021 werd opgericht door advocaat Michael Verstraeten. Verstraeten richtte eerder vzw Viruswaanzin op, dat zich verzette tegen verschillende overheidsmaatregelen tijdens de coronacrisis, niet te verwarren met de gelijknamige Nederlandse organisatie. De partij werd gesticht op 7 november 2021. Vrijheid sloot zich eind 2023 aan bij Voor U.

## Ideologie
Bij de lancering profileerde Vrijheid zich als een centrumpartij met economisch eerder rechtse standpunten. Vrijheid is voorstander van een kleinere overheid met een lagere belastingdruk en kant zich tegen wetgeving die vrijheden inperkt, zoals de Pandemiewet. Sociaal-economisch wil Vrijheid dat werklozen die uitkeringen ontvangen daarvoor een tegenprestatie moeten leveren (gemeenschapsdienst). Het pensioen moet volgens de partij aangepast zijn aan de levensverwachting en afhankelijk worden gemaakt van het beroep. De massaproductie, winning van grondstoffen en energie wil de partij zo veel mogelijk terug naar Europa brengen om de afhankelijkheid van andere industriële grootmachten te verminderen. Een onafhankelijk Vlaanderen beschouwt Vrijheid niet als een prioriteit. Op Europees vlak wil de partij functies en organen met duidelijk omschreven verantwoordelijkheden, zoals één EU-parlement, één regering en één president die regelmatig verantwoording afleggen. Vrijheid wil een verbod op lobbyen op alle niveaus. Verder is Vrijheid voorstander van de legalisering van drugs.